# National Hockey League 2001/2002
National Hockey League 2001/2002 var den 85:e säsongen av NHL, där samtliga 30 lag spelade 82 grundseriesmatcher innan det avgjorts vilka 16 lag som gick vidare till slutspelet. Detroit Red Wings vann Stanley Cup för tionde gången efter seger i finalserien mot Carolina Hurricanes med 4-1 i matcher.
Jarome Iginla, Calgary Flames, vann poängligan på 96 poäng (52 mål + 44 assist). Därmed satte Iginla stopp på en svit som pågått sedan säsongen 1980/1981, då enbart Wayne Gretzky (10 gånger), Mario Lemieux (6 gånger) och Jaromír Jágr (5 gånger) vunnit poängligan i grundserien under alla dessa säsonger. Iginla blev också den första spelaren ifrån Calgary Flames som vunnit poängligan.

## Grundserien

### Eastern Conference
Not: SM = Spelade matcher, V = Vunna, O = Oavgjorda, F = Förlorade, ÖTF = Övertidsförlust, GM = Gjorda mål, IM = Insläppta mål, Pts = Poäng, MSK = Målskillnad
- Lag i GRÖN färg till slutspel.
- Lag i RÖD färg har spelat klart för säsongen.

Lagen som kvalificerade sig för slutspel förutom de fyra divisionsvinnarna var de tolv lag (sex i varje konferens) som hade mest poäng i grundserien.
| Atlantic Division   | SM | V  | O  | F  | ÖTF | GM  | IM  | Pts | MSK |
| ------------------- | -- | -- | -- | -- | --- | --- | --- | --- | --- |
| Philadelphia Flyers | 82 | 42 | 13 | 27 | 3   | 234 | 192 | 97  | +42 |
| New York Islanders  | 82 | 42 | 12 | 28 | 4   | 239 | 220 | 96  | +19 |
| New Jersey Devils   | 82 | 41 | 13 | 28 | 4   | 205 | 187 | 95  | +18 |
| New York Rangers    | 82 | 36 | 8  | 38 | 4   | 227 | 258 | 80  | -31 |
| Pittsburgh Penguins | 82 | 28 | 13 | 41 | 5   | 198 | 249 | 69  | -51 |

| Northeast Division  | SM | V  | O  | F  | ÖTF | GM  | IM  | Pts | MSK |
| ------------------- | -- | -- | -- | -- | --- | --- | --- | --- | --- |
| Boston Bruins       | 82 | 43 | 15 | 24 | 9   | 236 | 201 | 101 | +35 |
| Toronto Maple Leafs | 82 | 43 | 14 | 25 | 4   | 249 | 207 | 100 | +42 |
| Ottawa Senators     | 82 | 39 | 16 | 27 | 7   | 243 | 208 | 94  | +35 |
| Montreal Canadiens  | 82 | 36 | 15 | 31 | 3   | 207 | 209 | 87  | -2  |
| Buffalo Sabres      | 82 | 35 | 12 | 35 | 1   | 213 | 200 | 82  | +13 |

| Southeast Division  | SM | V  | O  | F  | ÖTF | GM  | IM  | Pts | MSK  |
| ------------------- | -- | -- | -- | -- | --- | --- | --- | --- | ---- |
| Carolina Hurricanes | 82 | 35 | 21 | 26 | 5   | 217 | 217 | 91  | +0   |
| Washington Capitals | 82 | 36 | 13 | 33 | 2   | 228 | 240 | 85  | -12  |
| Tampa Bay Lightning | 82 | 27 | 15 | 40 | 4   | 178 | 219 | 69  | -41  |
| Florida Panthers    | 82 | 22 | 16 | 44 | 6   | 180 | 250 | 60  | -70  |
| Atlanta Thrashers   | 82 | 19 | 16 | 47 | 5   | 187 | 288 | 54  | -101 |

### Western Conference
| Central Division      | SM | V  | O  | F  | ÖTF | GM  | IM  | Pts | MSK |
| --------------------- | -- | -- | -- | -- | --- | --- | --- | --- | --- |
| Detroit Red Wings     | 82 | 51 | 14 | 17 | 4   | 251 | 187 | 116 | +64 |
| St. Louis Blues       | 82 | 43 | 12 | 27 | 4   | 227 | 188 | 98  | +39 |
| Chicago Blackhawks    | 82 | 41 | 14 | 27 | 1   | 216 | 207 | 96  | +9  |
| Nashville Predators   | 82 | 28 | 13 | 41 | 0   | 196 | 230 | 69  | -34 |
| Columbus Blue Jackets | 82 | 22 | 13 | 47 | 5   | 164 | 255 | 57  | -91 |

| Northwest Division | SM | V  | O  | F  | ÖTF | GM  | IM  | Pts | MSK |
| ------------------ | -- | -- | -- | -- | --- | --- | --- | --- | --- |
| Colorado Avalanche | 82 | 45 | 9  | 28 | 1   | 212 | 169 | 99  | +43 |
| Vancouver Canucks  | 82 | 42 | 10 | 30 | 3   | 254 | 211 | 94  | +43 |
| Edmonton Oilers    | 82 | 38 | 16 | 28 | 4   | 205 | 182 | 92  | +23 |
| Calgary Flames     | 82 | 32 | 15 | 35 | 3   | 201 | 220 | 79  | -19 |
| Minnesota Wild     | 82 | 26 | 21 | 35 | 9   | 195 | 238 | 73  | -43 |

| Pacific Division        | SM | V  | O  | F  | ÖTF | GM  | IM  | Pts | MSK |
| ----------------------- | -- | -- | -- | -- | --- | --- | --- | --- | --- |
| San Jose Sharks         | 82 | 44 | 11 | 27 | 3   | 248 | 199 | 99  | +49 |
| Phoenix Coyotes         | 82 | 40 | 15 | 27 | 6   | 228 | 210 | 95  | +18 |
| Los Angeles Kings       | 82 | 40 | 15 | 27 | 4   | 214 | 190 | 95  | +24 |
| Dallas Stars            | 82 | 36 | 18 | 28 | 5   | 215 | 213 | 90  | +2  |
| Mighty Ducks of Anaheim | 82 | 29 | 11 | 42 | 3   | 175 | 198 | 69  | -23 |

## Poängligan
Not: SM = Spelade matcher, M = Mål, A = Assists, Pts = Poäng
| Spelare        | Lag                       | SM | M  | A  | Pts |
| -------------- | ------------------------- | -- | -- | -- | --- |
| Jarome Iginla  | Calgary                   | 82 | 52 | 44 | 96  |
| Markus Näslund | Vancouver                 | 81 | 40 | 50 | 90  |
| Todd Bertuzzi  | Vancouver                 | 72 | 36 | 49 | 85  |
| Mats Sundin    | Toronto                   | 82 | 41 | 39 | 80  |
| Jaromír Jágr   | Washington                | 69 | 31 | 48 | 79  |
| Joe Sakic      | Colorado                  | 82 | 26 | 53 | 79  |
| Pavol Demitra  | St Louis                  | 82 | 35 | 43 | 78  |
| Adam Oates     | Washington / Philadelphia | 80 | 14 | 64 | 78  |
| Mike Modano    | Dallas                    | 78 | 34 | 43 | 77  |
| Ron Francis    | Carolina                  | 80 | 27 | 50 | 77  |

## Slutspelet
16 lag gör upp om Stanley Cup. Samtliga matchserier avgörs i bäst av sju matcher.
|  | Kvartsfinaler inom konferensen | Kvartsfinaler inom konferensen        | Kvartsfinaler inom konferensen |   |                     | Semifinaler inom konferensen | Semifinaler inom konferensen | Semifinaler inom konferensen |                   |                   | Finaler inom konferensen | Finaler inom konferensen | Finaler inom konferensen |  |  | Stanley Cup-finalen | Stanley Cup-finalen | Stanley Cup-finalen |
|  |                                |                                       |                                |   |                     |                              |                              |                              |                   |                   |                          |                          |                          |  |  |                     |                     |                     |
|  | 1                              | Boston Bruins                         | 2                              |   |                     | 4                            | Toronto Maple Leafs          | 4                            |                   |                   |                          |                          |                          |  |  |                     |                     |                     |
|  | 8                              | Montreal Canadiens                    | 4                              |   |                     | 7                            | Ottawa Senators              | 3                            |                   |                   |                          |                          |                          |  |  |                     |                     |                     |
|  |                                |                                       |                                |   |                     |                              |                              |                              |                   |                   |                          |                          |                          |  |  |                     |                     |                     |
|  | 2                              | Philadelphia Flyers                   | 1                              |   |                     |                              |                              |                              | Östra konferensen | Östra konferensen | Östra konferensen        | Östra konferensen        | Östra konferensen        |  |  |                     |                     |                     |
|  | 2                              | Philadelphia Flyers                   | 1                              |   |                     |                              |                              |                              | Östra konferensen | Östra konferensen | Östra konferensen        | Östra konferensen        | Östra konferensen        |  |  |                     |                     |                     |
|  | 7                              | Ottawa Senators                       | 4                              |   |                     |                              |                              |                              |                   |                   |                          |                          |                          |  |  |                     |                     |                     |
|  | 7                              | Ottawa Senators                       | 4                              |   |                     |                              |                              |                              |                   | 3                 | Carolina Hurricanes      | 4                        |                          |  |  |                     |                     |                     |
|  |                                |                                       |                                |   |                     |                              |                              |                              |                   | 3                 | Carolina Hurricanes      | 4                        |                          |  |  |                     |                     |                     |
|  |                                | 4                                     | Toronto Maple Leafs            | 2 |                     |                              |                              |                              |                   |                   |                          |                          |                          |  |  |                     |                     |                     |
|  | 3                              | 4                                     | Toronto Maple Leafs            | 2 | Carolina Hurricanes | 4                            |                              |                              |                   |                   |                          |                          |                          |  |  |                     |                     |                     |
|  | 3                              |                                       |                                |   | Carolina Hurricanes | 4                            |                              |                              |                   |                   |                          |                          |                          |  |  |                     |                     |                     |
|  | 6                              | New Jersey Devils                     | 2                              |   |                     |                              |                              |                              |                   |                   |                          |                          |                          |  |  |                     |                     |                     |
|  | 6                              | New Jersey Devils                     | 2                              |   |                     |                              |                              |                              |                   |                   |                          |                          |                          |  |  |                     |                     |                     |
|  |                                |                                       |                                |   |                     |                              |                              |                              |                   |                   |                          |                          |                          |  |  |                     |                     |                     |
|  |                                |                                       |                                |   |                     |                              |                              |                              |                   |                   |                          |                          |                          |  |  |                     |                     |                     |
|  | 4                              | Toronto Maple Leafs                   | 4                              |   | 3                   | Carolina Hurricanes          | 4                            |                              |                   |                   |                          |                          |                          |  |  |                     |                     |                     |
|  | 4                              | Toronto Maple Leafs                   | 4                              |   | 3                   | Carolina Hurricanes          | 4                            |                              |                   |                   |                          |                          |                          |  |  |                     |                     |                     |
|  | 5                              | New York Islanders                    | 3                              |   |                     | 8                            | Montreal Canadiens           | 2                            |                   |                   |                          |                          |                          |  |  |                     |                     |                     |
|  | 5                              | New York Islanders                    | 3                              |   |                     |                              |                              |                              |                   | E3                | Carolina Hurricanes      | 1                        |                          |  |  |                     |                     |                     |
|  |                                | (Lagen omseedas efter kvartfinalerna) |                                |   |                     |                              |                              |                              |                   | E3                | Carolina Hurricanes      | 1                        |                          |  |  |                     |                     |                     |
|  |                                | W1                                    | Detroit Red Wings              | 4 |                     |                              |                              |                              |                   |                   |                          |                          |                          |  |  |                     |                     |                     |
|  | 1                              | W1                                    | Detroit Red Wings              | 4 | Detroit Red Wings   | 4                            |                              |                              | 1                 | Detroit Red Wings | 4                        |                          |                          |  |  |                     |                     |                     |
|  | 1                              |                                       |                                |   | Detroit Red Wings   | 4                            |                              |                              | 1                 | Detroit Red Wings | 4                        |                          |                          |  |  |                     |                     |                     |
|  | 8                              | Vancouver Canucks                     | 2                              |   |                     | 4                            | St. Louis Blues              | 1                            |                   |                   |                          |                          |                          |  |  |                     |                     |                     |
|  | 8                              | Vancouver Canucks                     | 2                              |   |                     | 4                            | St. Louis Blues              | 1                            |                   |                   |                          |                          |                          |  |  |                     |                     |                     |
|  |                                |                                       |                                |   |                     |                              |                              |                              |                   |                   |                          |                          |                          |  |  |                     |                     |                     |
|  | 2                              | Colorado Avalanche                    | 4                              |   |                     |                              |                              |                              |                   |                   |                          |                          |                          |  |  |                     |                     |                     |
|  | 2                              | Colorado Avalanche                    | 4                              |   |                     |                              |                              |                              |                   |                   |                          |                          |                          |  |  |                     |                     |                     |
|  | 7                              | Los Angeles Kings                     | 3                              |   |                     |                              |                              |                              |                   |                   |                          |                          |                          |  |  |                     |                     |                     |
|  | 7                              | Los Angeles Kings                     | 3                              |   |                     |                              |                              |                              | 1                 | Detroit Red Wings | 4                        |                          |                          |  |  |                     |                     |                     |
|  |                                |                                       |                                |   |                     |                              |                              |                              | 1                 | Detroit Red Wings | 4                        |                          |                          |  |  |                     |                     |                     |
|  |                                | 2                                     | Colorado Avalanche             | 3 |                     |                              |                              |                              |                   |                   |                          |                          |                          |  |  |                     |                     |                     |
|  | 3                              | 2                                     | Colorado Avalanche             | 3 | San Jose Sharks     | 4                            |                              |                              |                   |                   |                          |                          |                          |  |  |                     |                     |                     |
|  | 3                              |                                       |                                |   | San Jose Sharks     | 4                            |                              |                              |                   |                   |                          |                          |                          |  |  |                     |                     |                     |
|  | 6                              | Phoenix Coyotes                       | 1                              |   |                     |                              |                              |                              |                   |                   | Västra konferensen       | Västra konferensen       | Västra konferensen       |  |  |                     |                     |                     |
|  | 6                              | Phoenix Coyotes                       | 1                              |   |                     |                              |                              |                              |                   |                   | Västra konferensen       | Västra konferensen       | Västra konferensen       |  |  |                     |                     |                     |
|  |                                |                                       |                                |   |                     |                              |                              |                              |                   |                   |                          |                          |                          |  |  |                     |                     |                     |
|  | 4                              | St. Louis Blues                       | 4                              |   | 2                   | Colorado Avalanche           | 4                            |                              |                   |                   |                          |                          |                          |  |  |                     |                     |                     |
|  | 4                              | St. Louis Blues                       | 4                              |   | 2                   | Colorado Avalanche           | 4                            |                              |                   |                   |                          |                          |                          |  |  |                     |                     |                     |
|  | 5                              | Chicago Blackhawks                    | 1                              |   |                     | 3                            | San Jose Sharks              | 3                            |                   |                   |                          |                          |                          |  |  |                     |                     |                     |

### Stanley Cup-finalen
Detroit Red Wings vs. Carolina Hurricanes
Detroit Red Wings vann finalserien med 4-1 i matcher

## Poängligan slutspelet
Not: SM = Spelade matcher, M = Mål, A = Assists, Pts = Poäng
| Spelare          | Lag      | SM | M  | A  | Pts |
| ---------------- | -------- | -- | -- | -- | --- |
| Peter Forsberg   | Colorado | 20 | 9  | 18 | 27  |
| Steve Yzerman    | Detroit  | 23 | 6  | 17 | 23  |
| Joe Sakic        | Colorado | 21 | 9  | 10 | 19  |
| Brendan Shanahan | Detroit  | 23 | 8  | 11 | 19  |
| Gary Roberts     | Toronto  | 19 | 7  | 12 | 19  |
| Sergej Fedorov   | Detroit  | 23 | 5  | 14 | 19  |
| Brett Hull       | Detroit  | 23 | 10 | 8  | 18  |
| Ron Francis      | Carolina | 23 | 6  | 10 | 16  |
| Nicklas Lidström | Detroit  | 23 | 5  | 11 | 16  |
| Alyn McCauley    | Toronto  | 20 | 5  | 10 | 15  |

## Debutanter
Några kända debutanter under säsongen:
| - Ilja Bryzgalov, Anaheim Mighty Ducks - Dany Heatley, Atlanta Thrashers - Ilja Kovaltjuk, Atlanta Thrashers - Aleš Kotalík, Buffalo Sabres - Henrik Tallinder, Buffalo Sabres - Erik Cole, Carolina Hurricanes - Tyler Arnason, Chicago Blackhawks - Pavel Datsiuk, Detroit Red Wings - Sean Avery, Detroit Red Wings | - Kristian Huselius, Florida Panthers - Stephen Weiss, Florida Panthers - Martin Erat, Nashville Predators - Brian Gionta, New Jersey Devils - Raffi Torres, New York Islanders - Trent Hunter, New York Islanders - Vesa Toskala, San Jose Sharks - Barret Jackman, St Louis Blues - Alex Auld, Vancouver Canucks |

## Sista matchen
Bland de som gjorde sin sista säsongen i NHL märks:
| - Mike Vernon, Calgary Flames - Bob Probert, Chicago Blackhawks - Pat Verbeek, Dallas Stars - Dave Manson, Dallas Stars - Steve Duchesne, Detroit Red Wings - John Vanbiesbrouck, New Jersey Devils - Valerij Kamenskij, New Jersey Devils | - Stéphane Richer, New Jersey Devils - Rick Tocchet, Philadelphia Flyers - Kevin Stevens, Pittsburgh Penguins - Gary Suter, San Jose Sharks - Ray Ferraro, St. Louis Blues - Dmitri Khristich, Washington Capitals - Benoît Hogue, Washington Capitals |

## NHL awards
| NHL awards 2001–2002              | NHL awards 2001–2002                |
| --------------------------------- | ----------------------------------- |
| Presidents' Trophy:               | Detroit Red Wings                   |
| Prince of Wales Trophy:           | Carolina Hurricanes                 |
| Clarence S. Campbell Bowl:        | Detroit Red Wings                   |
| Art Ross Memorial Trophy:         | Jarome Iginla, Calgary Flames       |
| Bill Masterton Memorial Trophy:   | Saku Koivu, Montreal Canadiens      |
| Calder Memorial Trophy:           | Dany Heatley, Atlanta Thrashers     |
| Conn Smythe Trophy:               | Nicklas Lidström, Detroit Red Wings |
| Frank J. Selke Trophy:            | Michael Peca, New York Islanders    |
| Hart Memorial Trophy:             | José Théodore, Montreal Canadiens   |
| Jack Adams Award:                 | Bob Francis, Phoenix Coyotes        |
| James Norris Memorial Trophy:     | Nicklas Lidström, Detroit Red Wings |
| King Clancy Memorial Trophy:      | Ron Francis, Carolina Hurricanes    |
| Lady Byng Memorial Trophy:        | Ron Francis, Carolina Hurricanes    |
| Lester B. Pearson Award:          | Jarome Iginla, Calgary Flames       |
| Lester Patrick Trophy:            | Herb Brooks, Larry Pleau            |
| Maurice "Rocket" Richard Trophy:  | Jarome Iginla, Calgary Flames       |
| NHL Plus/Minus Award:             | Chris Chelios, Detroit Red Wings    |
| Roger Crozier Saving Grace Award: | José Théodore, Montreal Canadiens   |
| Vezina Trophy:                    | José Théodore, Montreal Canadiens   |
| William M. Jennings Trophy:       | Patrick Roy, Colorado Avalanche     |

## All-Star
| Första laget                        | Position | Andra laget                         |
| ----------------------------------- | -------- | ----------------------------------- |
| Patrick Roy, Colorado Avalanche     | M        | José Théodore, Montreal Canadiens   |
| Nicklas Lidström, Detroit Red Wings | B        | Rob Blake, Colorado Avalanche       |
| Chris Chelios, Detroit Red Wings    | B        | Sergej Gontjar, Washington Capitals |
| Joe Sakic, Colorado Avalanche       | C        | Mats Sundin, Toronto Maple Leafs    |
| Jarome Iginla, Calgary Flames       | HF       | Bill Guerin, Boston Bruins          |
| Markus Näslund, Vancouver Canucks   | VF       | Brendan Shanahan, Detroit Red Wings |